# 人民の声
人民の声放送（じんみんのこえほうそう、朝: 인민의 소리 방송,英: Voice of the People）は、対北放送の一つである。

## 概説
アジア放送研究会の山下透の調べによると、韓国の自由なニュース・情報を北朝鮮住民に伝えることを目的とした親韓国的な短波による地下放送である。放送では、北朝鮮で使われている文化語（北朝鮮の標準語）が使われている他、開始音楽も北朝鮮の軍歌・行進曲を彷彿とさせる曲が使われている。
プログラムの合間には、北朝鮮プロパガンダ歌謡のカラオケに替歌を付けて歌った物やロックンロール等の軽音楽が挟まれる。
日本でも聴取は可能であるが、北朝鮮からのジャミング（妨害電波）により聴取は困難である。

## 略歴
- 1986年6月25日 - 放送開始。
- 2009年5月18日 - 夜の放送時間を延長。
- 2010年5月26日 - 増波。更に放送時間を延長。
- 2025年7月5日 - 放送の送出を中止。[1]

## 周波数
| 放送時間（KST） | 周波数                    |
| --------------- | ------------------------- |
| 12:00-08:00     | 3480、3910、6520kHz       |
| 16:00-12:00     | 3930、4450、4560、6600kHz |

※KST＝UTC+9
周波数は2023年3月現在。